# HyperCam
HyperCam ist ein Bildschirmaufzeichnungsprogramm von Hyperionics and Solveig Multimedia. Mit der Software wird der Bildschirm eines Windows-Systems aufgenommen und als AVI (Audio Video Interleaved), WMV (Windows Media Video) oder ASF (Advanced Systems Format) gespeichert. Ebenfalls kann der Ton der Soundkarte und eines Mikrofons aufgenommen werden.
Hauptsächlich richtet sich Hypercam an die Produktion von Tutorials, Demonstrationen, Walkthroughs oder zur Aufnahme eines Präsentationsprogramm. Die unregistrierte Version blendet oben links ein Wasserzeichen ein und fordertet einen auf die Software zu kaufen, um das Wasserzeichen entfernen zu können. HyperCam 2 lässt sich mittlerweile frei ohne die Einblendung so eines Zeichens kostenlos nutzen. Die kostenlose Nutzung der Version 6.2 ist auf 21 Tage begrenzt.

## Rezeption
- Bei Chip hat HyperCam Platz 68 von 192 im Bereich in der Kategorie: Recorder-Software.[4]